# Chondrostegoides
Chondrostegoides är ett släkte av fjärilar. Chondrostegoides ingår i familjen ädelspinnare.
Kladogram enligt Catalogue of Life:
| Chondrostegoides | \| \| Chondrostegoides capensis \| \| \| \| \| \| Chondrostegoides ruficornis \| \| \| \| |
|                  | \| \| Chondrostegoides capensis \| \| \| \| \| \| Chondrostegoides ruficornis \| \| \| \| |
|                  | Chondrostegoides capensis                                                                 |
|                  |                                                                                           |
|                  | Chondrostegoides ruficornis                                                               |
|                  |                                                                                           |